# Воррен (Індіана)
Воррен (англ. Warren) — місто (англ. town) в США, в окрузі Гантінгтон штату Індіана. Населення — 1182 особи (2020).

## Географія
Воррен розташований за координатами 40°41′16″ пн. ш. 85°25′29″ зх. д. / 40.68778° пн. ш. 85.42472° зх. д. (40.687688, -85.424650).  За даними Бюро перепису населення США в 2010 році місто мало площу 2,97 км², з яких 2,96 км² — суходіл та 0,01 км² — водойми. В 2017 році площа становила 2,82 км², з яких 2,80 км² — суходіл та 0,01 км² — водойми.

## Демографія
Згідно з переписом 2010 року, у місті мешкало 1239 осіб у 515 домогосподарствах у складі 341 родини. Густота населення становила 417 осіб/км².  Було 600 помешкань (202/км²).
Расовий склад населення:
| - 98,8 % — білих - 0,2 % — азіатів - 0,1 % — корінних американців - 0,1 % — чорних або афроамериканців |

До двох чи більше рас належало 0,8 %. Частка іспаномовних становила 0,4 % від усіх жителів.
За віковим діапазоном населення розподілялося таким чином: 24,9 % — особи молодші 18 років, 56,1 % — особи у віці 18—64 років, 19,0 % — особи у віці 65 років та старші. Медіана віку мешканця становила 40,1 року. На 100 осіб жіночої статі у місті припадало 97,6 чоловіків;  на 100 жінок у віці від 18 років та старших — 89,2 чоловіків також старших 18 років.
Середній дохід на одне домашнє господарство  становив 48 780 доларів США (медіана — 44 088), а середній дохід на одну сім'ю — 56 829 доларів (медіана — 51 667). За межею бідності перебувало 10,2 % осіб, у тому числі 7,9 % дітей у віці до 18 років та 17,5 % осіб у віці 65 років та старших.
Цивільне працевлаштоване населення становило 731 осіб. Основні галузі зайнятості: виробництво — 26,3 %, освіта, охорона здоров'я та соціальна допомога — 19,2 %, мистецтво, розваги та відпочинок — 9,0 %, роздрібна торгівля — 8,1 %.